# Lottbosjön
Lottbosjön är en sjö i Säters kommun i Dalarna och ingår i Gavleåns huvudavrinningsområde. Sjön har en area på 0,283 kvadratkilometer och ligger 177,1 meter över havet. Sjön avvattnas av vattendraget Ängesån.

## Delavrinningsområde
Lottbosjön ingår i det delavrinningsområde (671915-151368) som SMHI kallar för Utloppet av Lottbosjön. Medelhöjden är 215 meter över havet och ytan är 3,78 kvadratkilometer. Räknas de 2 avrinningsområdena uppströms in blir den ackumulerade arean 13,02 kvadratkilometer. Ängesån som avvattnar avrinningsområdet har biflödesordning 3, vilket innebär att vattnet flödar genom totalt 3 vattendrag innan det når havet efter 97 kilometer. Avrinningsområdet består mestadels av skog (89 procent). Avrinningsområdet har 0,28 kvadratkilometer vattenytor vilket ger det en sjöprocent på 7,4 procent.